# Pont-Hébert
Pont-Hébert ist eine französische Gemeinde mit 1.902 Einwohnern (Stand: 1. Januar 2022) im Département Manche in der Region Normandie. Sie gehört zum Arrondissement Saint-Lô und ist Mitglied im Gemeindeverband Saint-Lô Agglo.
Sie entstand mit Wirkung vom 1. Januar 2018 als Commune nouvelle durch Zusammenlegung der bis dahin selbstständigen Gemeinden Pont-Hébert und Le Hommet-d’Arthenay, die fortan den Status von Communes déléguées besitzen. Der Verwaltungssitz befindet sich in Pont-Hébert.
Gemäß dem Beschluss des Gemeinderats vom 15. September 2021 wurde der Status einer Commune déléguée von Le Hommet-d’Arthenay aus Kostengründen zum 31. Dezember 2021 zurückgenommen.

## Gemeindegliederung
| Ortsteil                        | ehemaliger INSEE-Code | Fläche (km²) | Einwohnerzahl (2020) |
| ------------------------------- | --------------------- | ------------ | -------------------- |
| Pont-Hébert (Verwaltungssitz)00 | 50409                 | 14,99        | 1575                 |
| Le Hommet-d’Arthenay            | 50248                 | 14,85        | 0340                 |

## Geographie
Pont-Hébert liegt rund zehn Kilometer nordwestlich von Saint-Lô am östlichen Rand des Départements. Der Fluss Vire begrenzt die Gemeinde nach Osten. Die Terrette durchzieht im Westen das Gemeindegebiet, das Teil des Regionalen Naturparks Marais du Cotentin et du Bessin ist.
Der Ortsteil Le Hommet-d’Arthenay wird außerdem von zahlreichen Fließgewässern begrenzt oder durchzogen:
- der Ruisseau de Losque,
- der Ruisseau du Marais du Hommet,
- der Ruisseau du Port au Féron,
- der Ruisseau de Belle-Eau,
- der Vautrel und
- der Ruisseau du Port.

Das nördliche Gebiet der Gemeinde ist von Sümpfen und vom Wald Le Hommet bedeckt.
Umgeben wird Pont-Hébert von den neun Nachbargemeinden:
| Graignes-Mesnil-Angot Tribehou | Le Dézert                                   | Cavigny    |
| Remilly Les Marais             | Kompassrose, die auf Nachbargemeinden zeigt | La Meauffe |
| Amigny                         | Thèreval                                    | Rampan     |

## Sehenswürdigkeiten
Pont-Hébert
- Kirche Saint-Aubin, errichtet 1954
- Kirche Notre-Dame in Esglandes
- Kirche Saint-Pierre-et-Saint-Paul in Le Mesnil-Durand
- Schloss Esglandes mit Resten des früheren Kirchturms
- Kapelle Les Pèzerils aus dem 12. Jahrhundert
- Kapelle Le Mesnil-Durand

Le Hommet-d’Arthenay
- Gotische Kirche Saint-Pierre aus dem 17. Jahrhundert
- Herrenhaus La Duquerie mit drei quadratischen Türmen

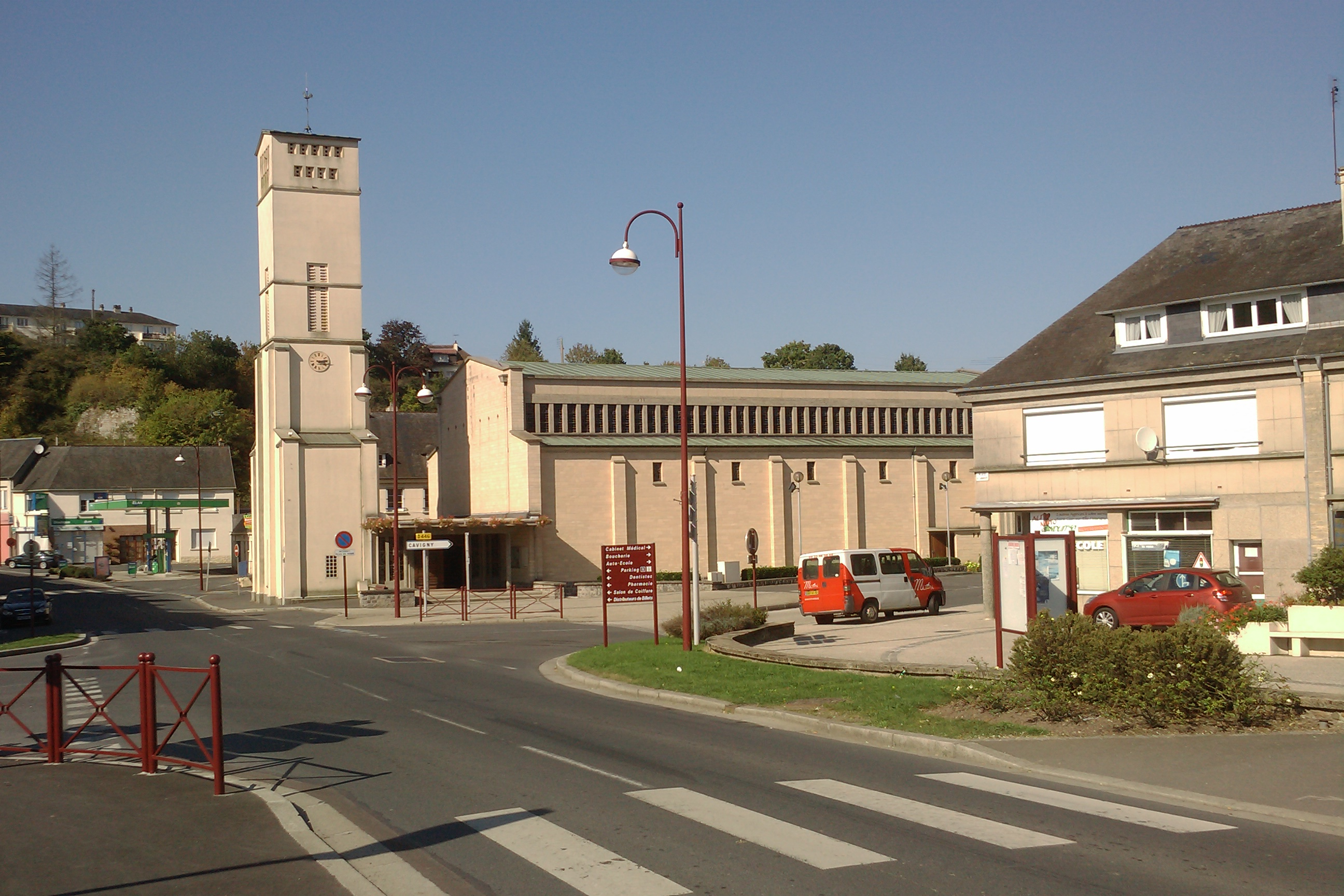
Kirche Saint-Aubin
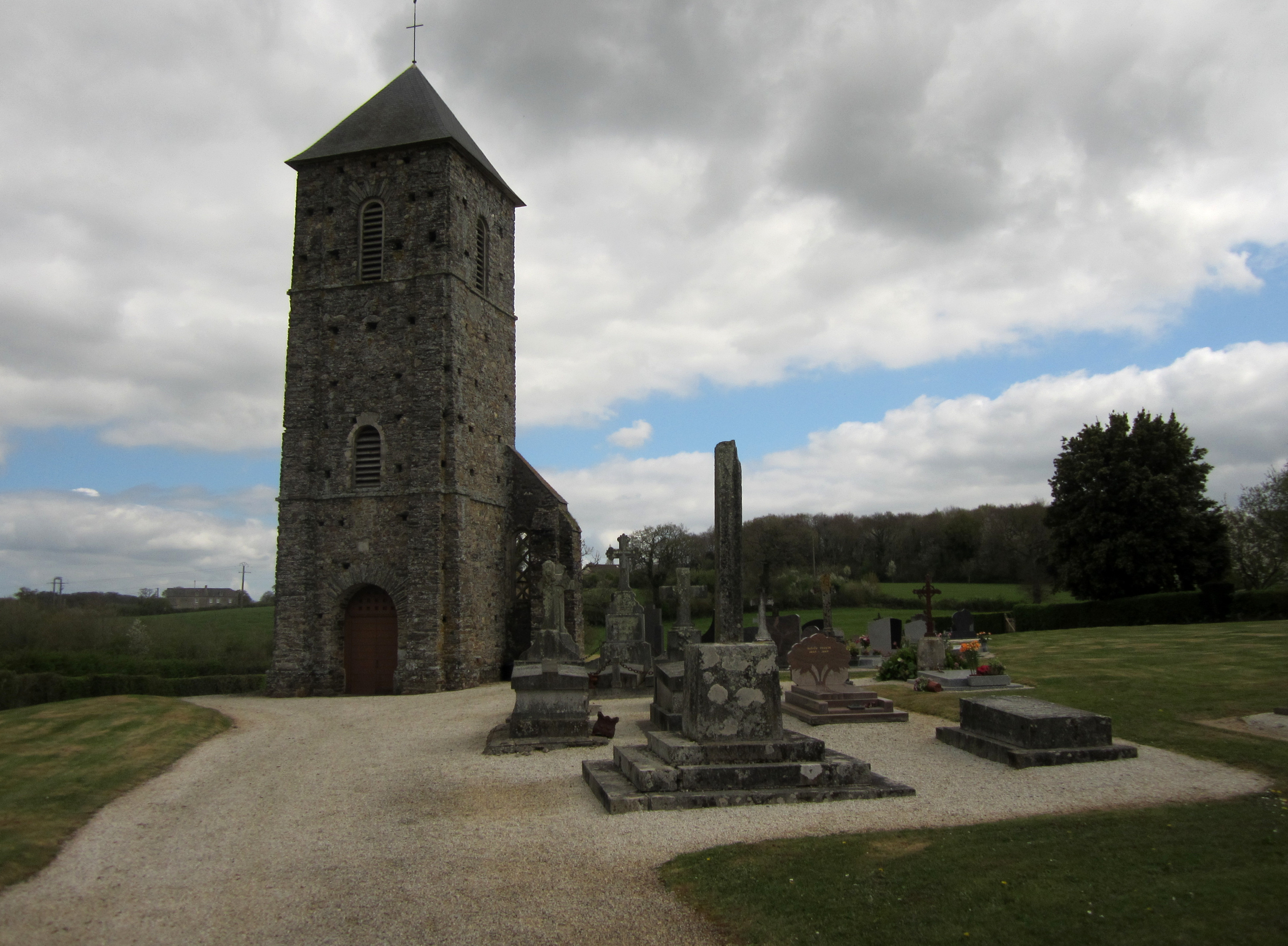
Kirche Notre-Dame
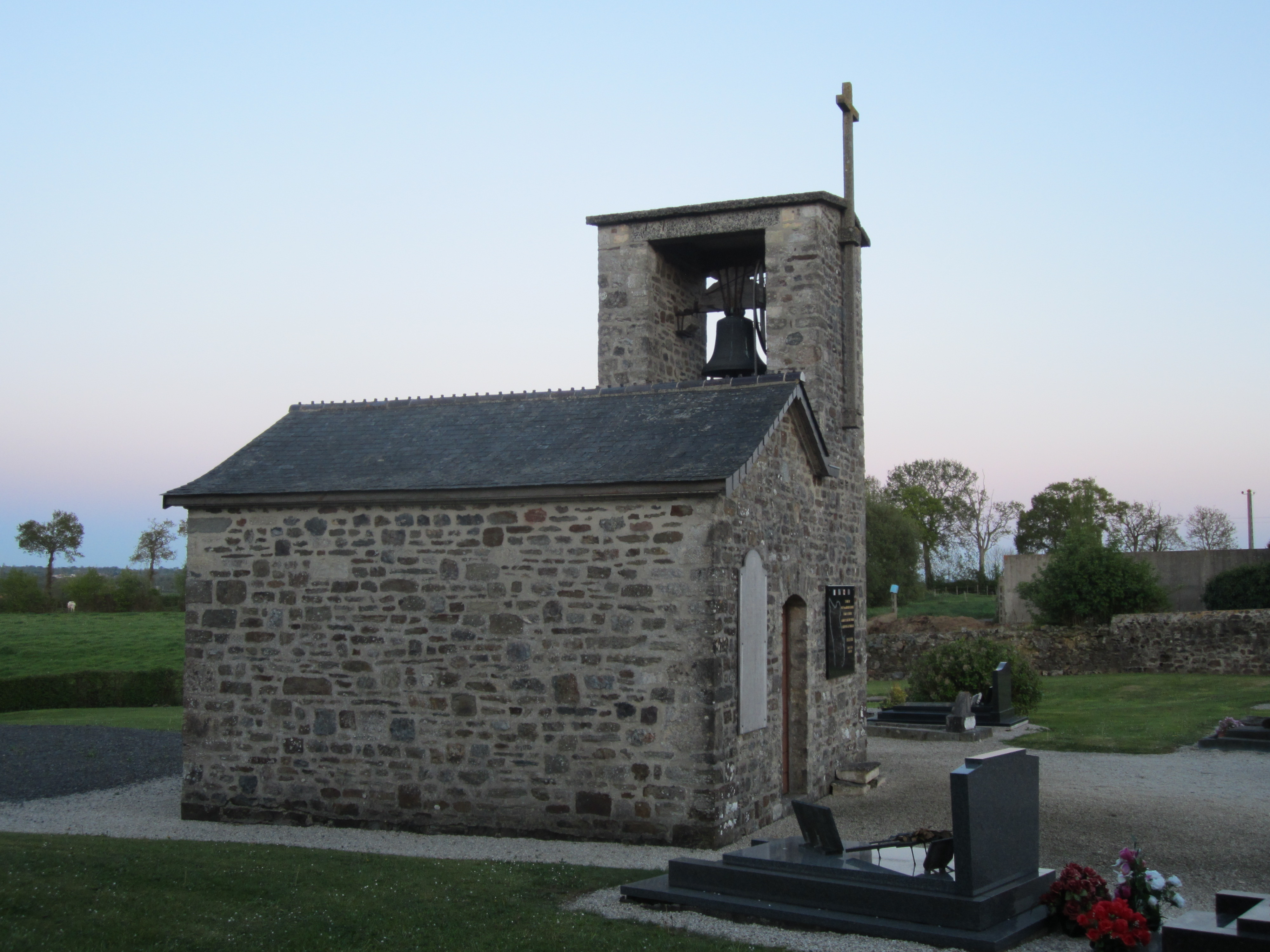
Kirche Saint-Pierre-et-Saint-Paul
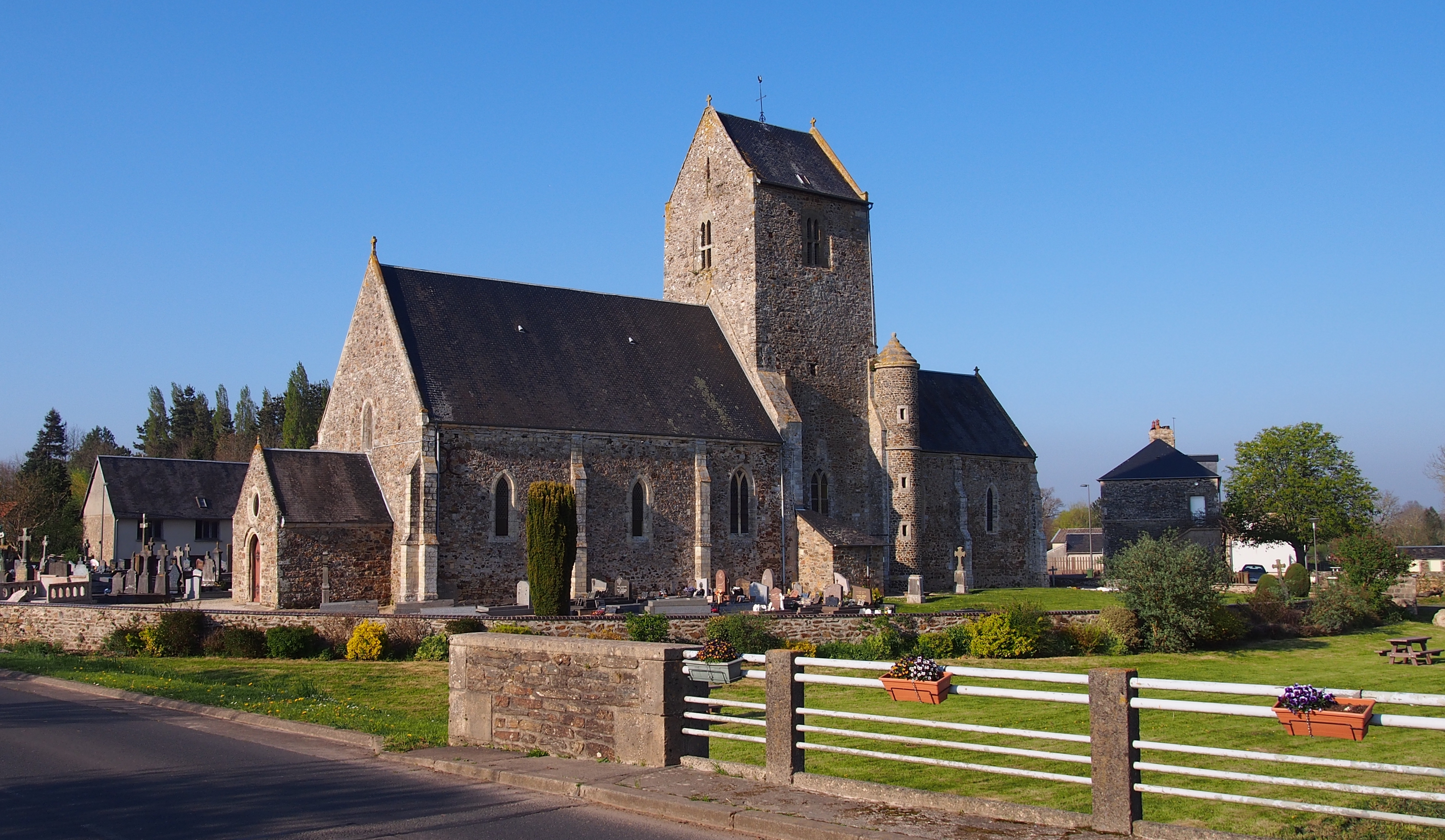
Kirche Saint-Pierre

## Bildung
Die Gemeinde verfügt über
- eine öffentliche Vor- und Grundschule (École primaire) und
- eine landwirtschaftlich orientierte Lycée.[3]

## Wirtschaft
Pont-Hébert liegt in den Zonen AOC
- des Fleischs von Lämmern der Salzwiesen (Prés-salés du Mont-Saint-Michel),
- der Beurre d’Isigny,
- des Calvados, einem aus Cidre hergestellten Obstbrand,
- des Cidre Contentin oder auch Cotentin genannt,
- des Pommeau de Normandie, einem Aperitif oder Digestif aus frisch gepresstem Apfelsaft mit Hinzufügung von Calvados,
- des Camembert de Normandie, einem aus Rohmilch hergestellter Weißschimmelkäse,
- des Pont-l’Évêque, einem Käse aus roher oder pasteurisierter Kuhmilch und
- der Crème d'’Isigny, einer Crème fraîche aus Kuh- oder Schafmilch.[4]

## Verkehr
Die als Schnellstraße ausgebaute Route nationale 174 durchquert das Gebiet der Gemeinde mit einer nahen Ausfahrt 8 in der benachbarten Gemeinde Cavigny. Sie verbindet Pont-Hébert im Norden mit der Route nationale 13, im Süden mit der Autoroute A 84 über Saint-Lô.
Die Departementsstraße 974, die alte Trasse der Route nationale 174, verbindet die Gemeinde mit Carentan-les-Marais im Norden und mit Saint-Lô im Süden. Weitere lokale Departementsstraßen führen zu den anderen Nachbargemeinden.
Busse einer Linie des Nomad, des Öffentlichen Nahverkehrsnetzes der Region Normandie, von Carentan-les-Marais nach Saint-Lô bedienen eine Haltestelle in Pont-Hébert.
Pont-Hébert liegt an der Bahnlinie Granville-Caen ohne Haltepunkt.